# Colpo di grazia (film)
Colpo di grazia (Der Fangschuß) è un film del 1976 diretto da Volker Schlöndorff tratto dal racconto Coup de grâce di Marguerite Yourcenar.

## Trama
Dopo la prima guerra mondiale, in Curlandia c'è una guerra tra partigiani bolscevichi russi e aristocratici tedeschi controrivoluzionari. Sophie, sorella di uno dei nobili tedeschi, si invaghisce di Erich, un commilitone del fratello Conrad, ma costui la respinge. Per ripicca Sophie si concede ad altri soldati, ma appreso in seguito del legame erotico tra i due uomini, si unisce ai ribelli. Catturata, chiede proprio ad Erich di essere uccisa da lui in persona.

## Critica
«Passioni, abiezione, rimpianto per l'innocenza perduta e la fine di un mondo, in un gioco al massacro...» ** 